# 猛哥不花
猛哥不花（?—1427年），明朝东北部毛怜卫首领。女真酋长阿哈出的儿子。
永乐九年（1411年），他哥哥建州卫都指挥使释迦奴推荐他担任毛怜卫指挥使。后来多次向明朝贡马，为属下请官。永乐二十年（1422年），明成祖北伐，猛哥不花率领子弟跟从。永乐二十二年（1424年），派属下指挥佥事王吉跟随成祖北伐。九月，他被擢升为右军都督府都督佥事。宣德元年（1426年），进中军都督同知，依然掌管毛怜卫。宣德二年（1427年），入朝进贡马和银器，同年去世。

## 家庭
- 兄：釋加奴（汉名李顯忠）
- 子：撒滿哈失里